# Bangor (Californie)
Pour les articles homonymes, voir Bangor.
Bangor est une census-designated place du comté de Butte, dans l'État de Californie, aux États-Unis,. En 2020, elle compte une population de 695 habitants.